# Mera Peak
Mera Peak är ett berg i Makalu Baruns nationalpark i Nepal. Toppen ligger på 6 476 meter över havet och ingår i den del av Himalaya som kallas Mahalangur Himal.

## Beskrivning
Berget består av tre toppar: Mera North (6476 m ö.h.), Mera Central (6461 m ö.h.) och Mera South (6065 m ö.h.).
Mera Peaks höjd anges ofta till 6654 m ö.h., men beror av allt att döma på en förväxling med det närbelägna Peak 41, som ibland redovisats som “Mera”.
De flesta bestigningarna sker till Mera Central, som alltså inte är den högsta toppen på Mera Peak. Det kan bero på att lavinrisken är större på Mera North.
Berget ingår som del i Makalu Baruns nationalpark i det skyddade Sacred Himalayan Landscape, som huvudsakligen ligger i Nepal, men också sträcker sig in i Sikkim och Darjeeling i Indien.
Mera Peak ligger i Solukhumbu-distrikten. Närmast belägna berg är Nau Lekh, Kyashar, Kusum Kanguru, Peak 41 och Kangtega, med stigande avstånd. Berget är avrinningsområde till Ganges och därigenom till Bengaliska viken.
Från Mera Peak kan man i klart väder se fem av de sex högsta Bergen I världen: Cho Oyu (8201m), Lhotse (8516m), Mount Everest (8848m) och Makalu (8463m) som ligger ganska nära och vid riktigt klart väder också Kangchenjunga (8586m) vid gränsen mot Indien i öster. Bland de högsta bergen är det enbart K2 (8611m) i Pakistan som inte går att se.

## Klättringshistorik
Området vid Mera Peak utforskades av brittiska expeditioner i början av 1950-talet och också strax efter den första bestigningen av Mount Everest. Medlemmarna I dessa expeditioner innefattade Edmund Hillary, Tenzing Norgay, Eric Shipton och George Lowe.
Den första toppbestigningen av Mera Central skedde den 20 maj 1953 av Jimmy Roberts och Sen Tenzing.
Mera North besteg först av de franska klättrarna Marcel Jolly, G. Baus och L. Honills in 1975.
Mera South bestegs för första gången 1986 Mal Duff och Ian Tattersall. Klättring denna sydvästliga väg är svår på grund av serak-bildning.
Bästa tiden för att klättra Mera Peak är i maj och i oktober, medan mars-april och september och november också är möjliga, men under betydliga kallare och snörikare förhållanden.

## Bilder

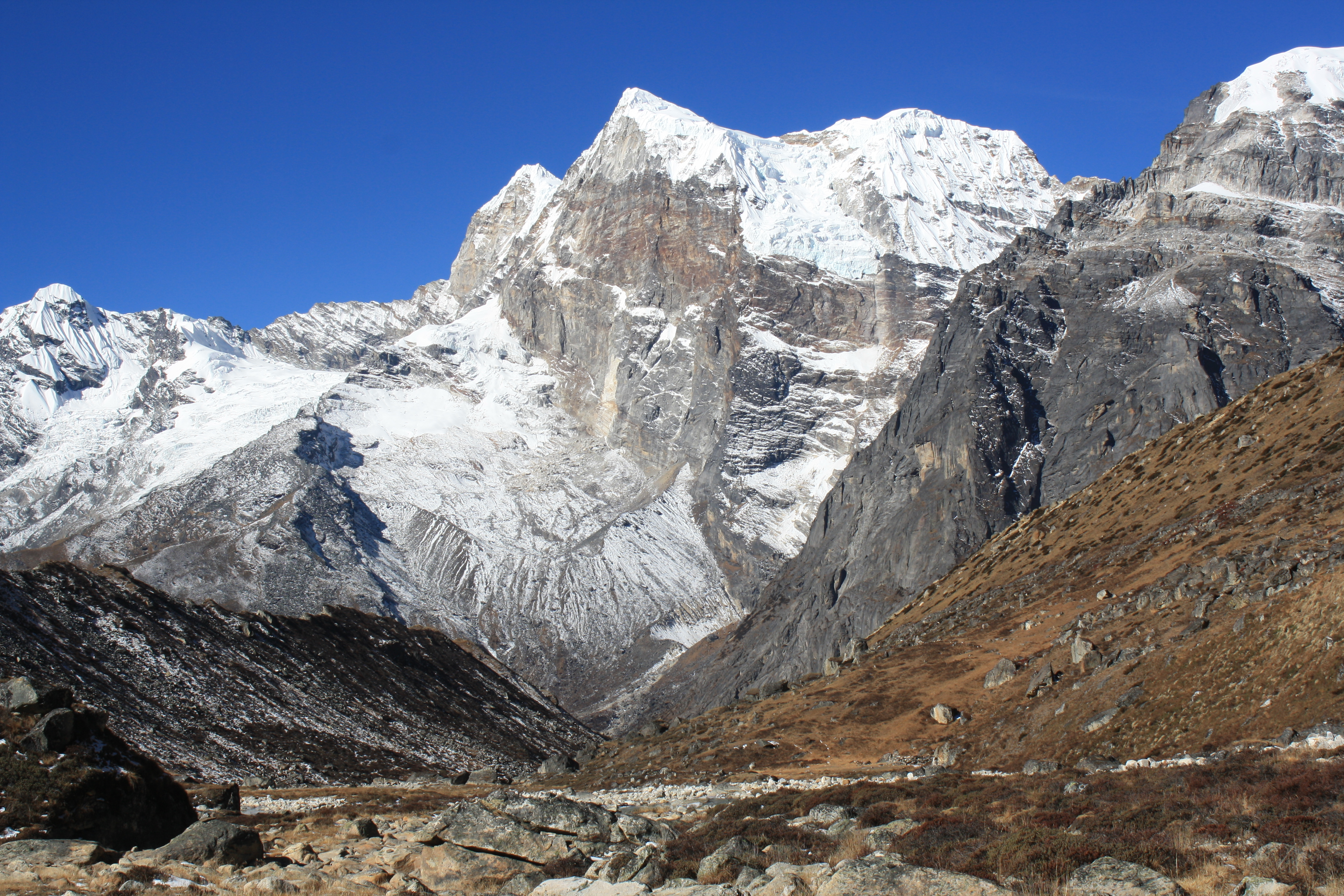
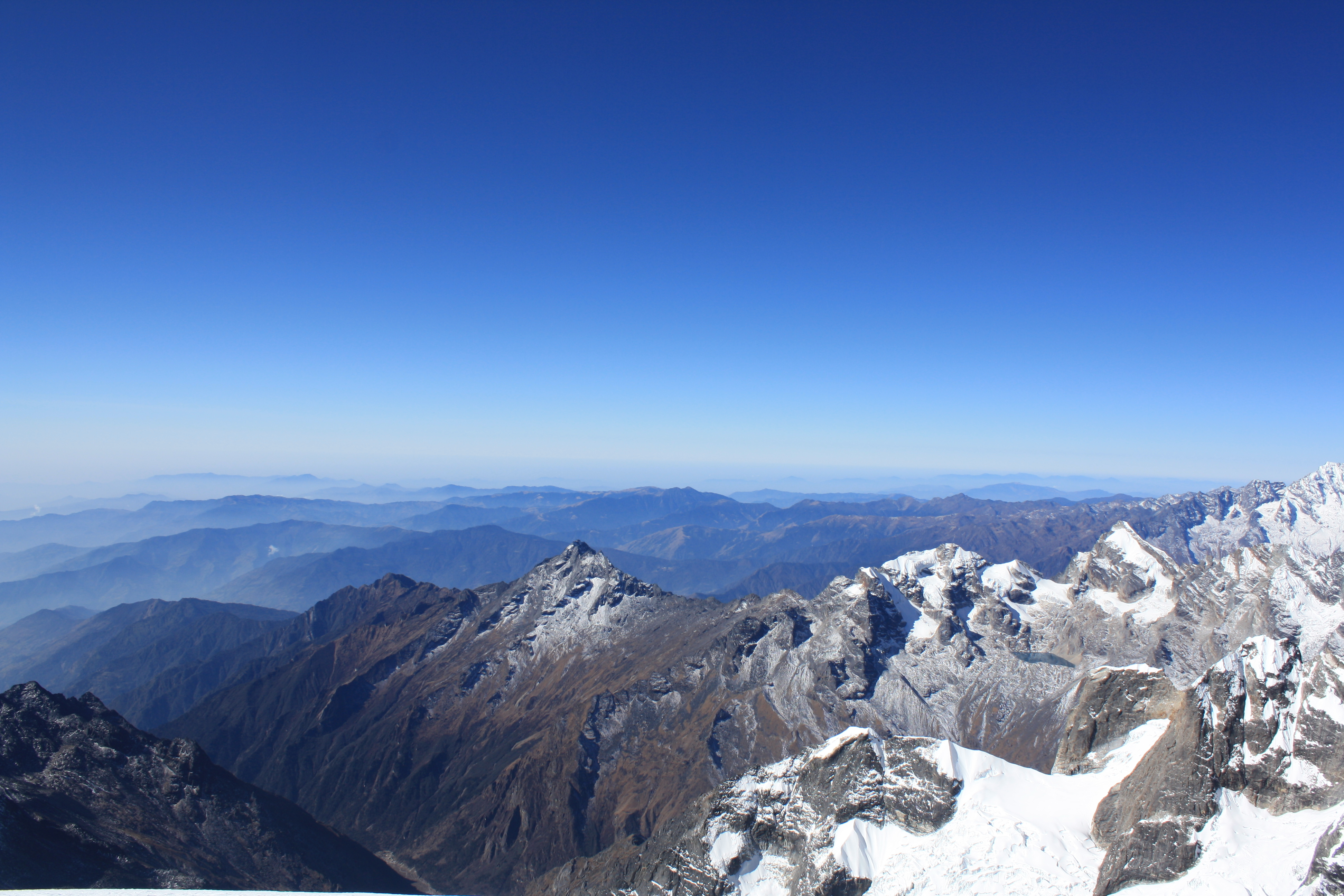
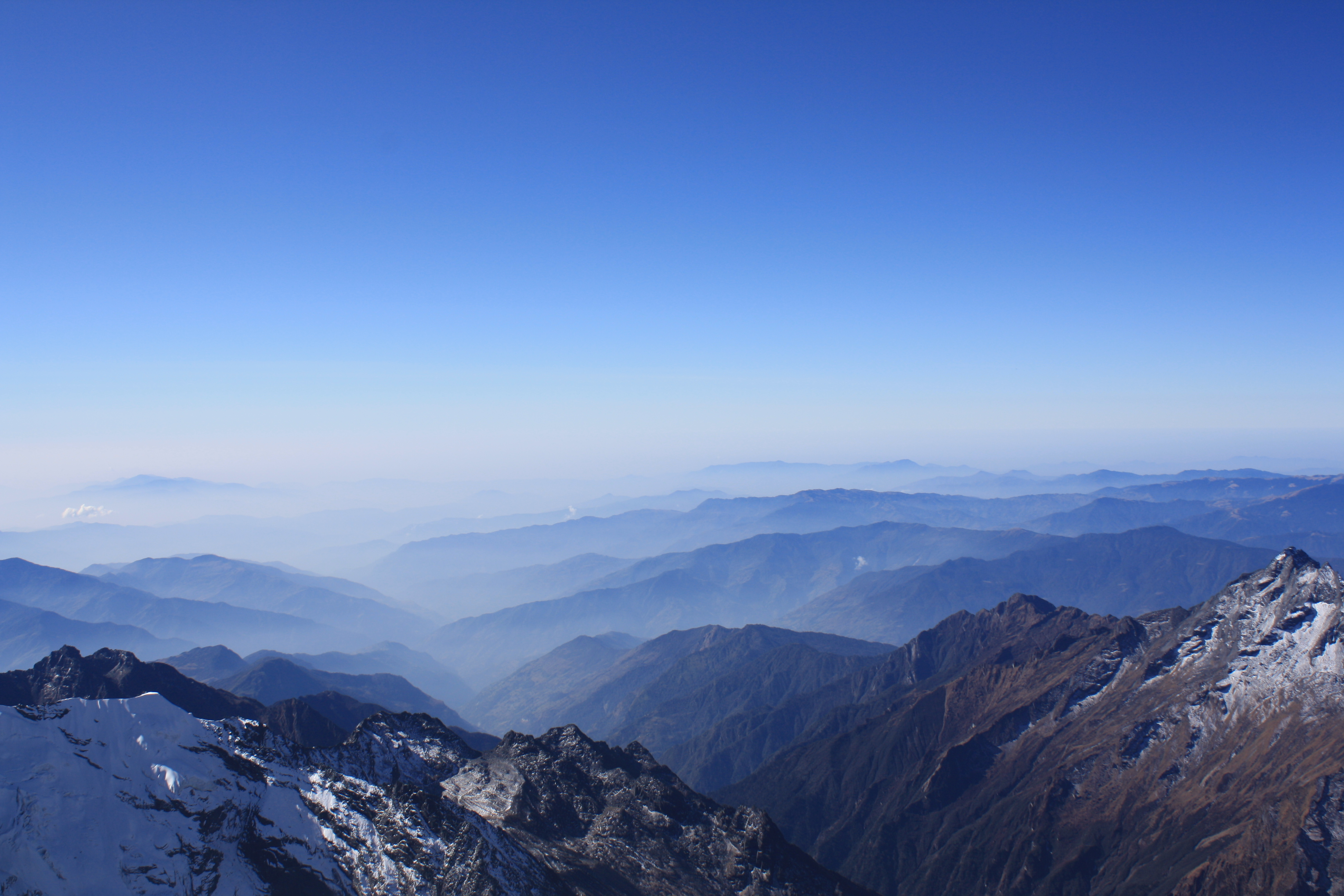
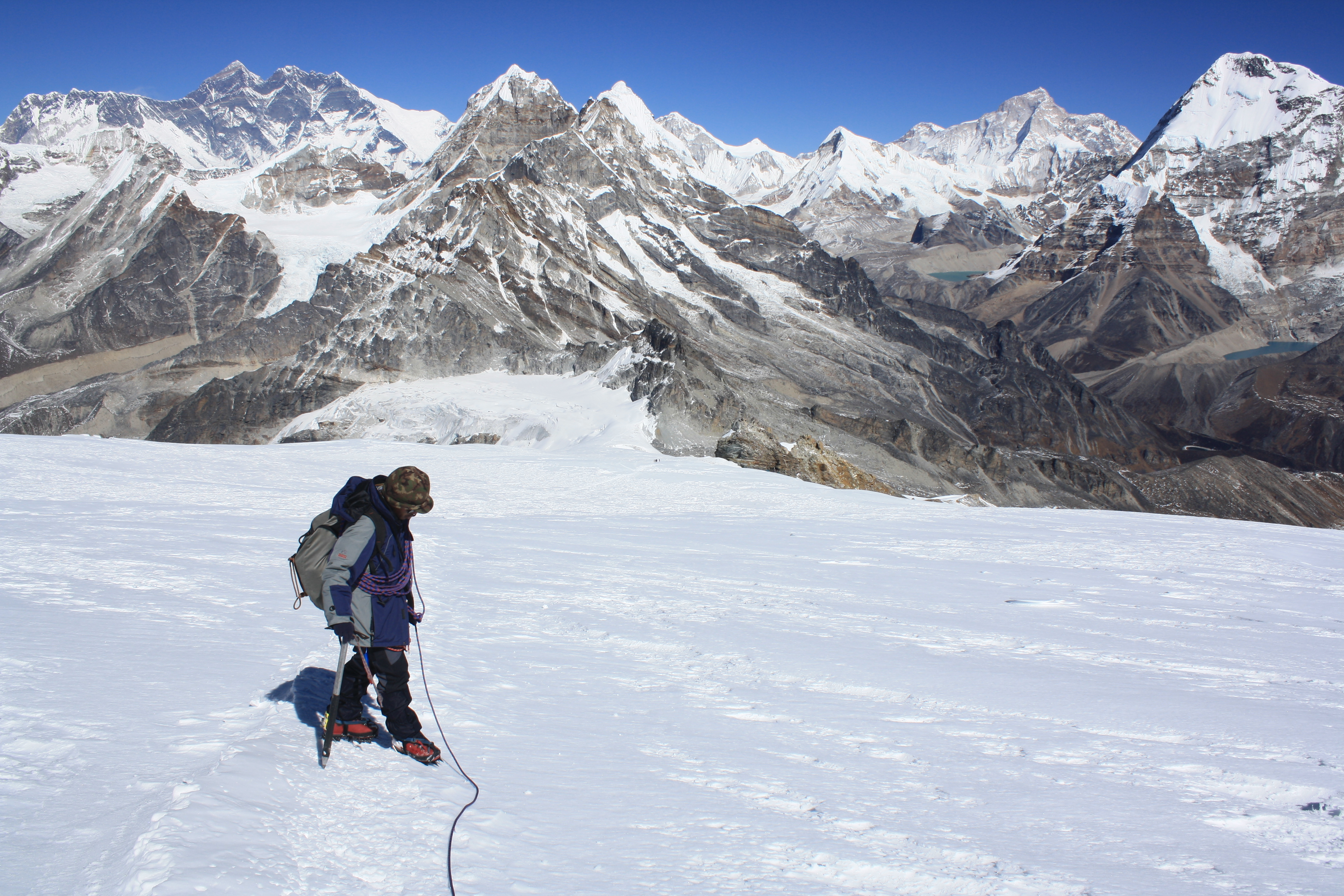